# Nyíregyháza Tigers 2014
Questa voce raccoglie le informazioni riguardanti i Nyíregyháza Tigers nelle competizioni ufficiali della stagione 2014.
In questa stagione è scesa in campo solo la seconda squadra.

## Divízió II 2014

### Stagione regolare
| 5 aprile 2014 2ª giornata | Újbuda Rebels 2 | 20 – 6 | Nyíregyháza Tigers 2 |  |

| 19 aprile 2014 4ª giornata | Nyíregyháza Tigers 2 | 28 – 2 | Szolnok Soldiers |  |

| 11 maggio 2014 6ª giornata | Debrecen Gladiators | 6 – 30 | Nyíregyháza Tigers 2 |  |

| 8 giugno 2014 10ª giornata | Nyíregyháza Tigers 2 | 40 – 32 | Miskolc Renegades |  |

### Playoff
| 2014 Quarti di finale | Nyíregyháza Tigers 2 | 24 – 6 | Szombathely Crushers |  |

| 2014 Semifinale | Miskolc Renegades | 44 – 2 | Nyíregyháza Tigers 2 |  |

## Statistiche di squadra
| Competizione      | %Vittorie | In casa | In casa | In casa | In casa | In casa | In casa | In trasferta | In trasferta | In trasferta | In trasferta | In trasferta | In trasferta | Totale | Totale | Totale | Totale | Totale | Totale |
| Competizione      | %Vittorie | G       | V       | N       | P       | Pf      | Ps      | G            | V            | N            | P            | Pf           | Ps           | G      | V      | N      | P      | Pf     | Ps     |
| ----------------- | --------- | ------- | ------- | ------- | ------- | ------- | ------- | ------------ | ------------ | ------------ | ------------ | ------------ | ------------ | ------ | ------ | ------ | ------ | ------ | ------ |
| Stagione regolare | .750      | 2       | 2       | 0       | 0       | 68      | 34      | 2            | 1            | 0            | 1            | 36           | 26           | 4      | 3      | 0      | 1      | 104    | 60     |
| Playoff           | .500      | 1       | 1       | 0       | 0       | 24      | 6       | 1            | 0            | 0            | 1            | 2            | 44           | 2      | 1      | 0      | 1      | 26     | 50     |
| Totale            | .667      | 3       | 3       | 0       | 0       | 92      | 40      | 3            | 1            | 0            | 2            | 38           | 70           | 6      | 4      | 0      | 2      | 130    | 110    |